# ジープラ
ジープラ株式会社（GeePlus, Inc.）は、モバイル・F2Pに特化したエンタテインメントコンテンツの企画・開発・運営を行う日本の企業。コンピュータエンターテインメント協会正会員。

## 概要
ジープラ株式会社は2012年6月にポリゴンマジック株式会社とグリー株式会社の共同出資会社。
ポリゴンマジック社のソーシャルゲーム事業部門が独立し誕生。さらにグリー社からの株式出資を受ける。
2012年　鶴谷武親が代表取締役社長に就任。2014年2月、紹介会社経由で入社した入社３日目の社員が正社員2名に対し刃物で切りつけ重傷を負わせる、傷害事件が発生した。

## 関連企業
- グリー株式会社
- ポリゴンマジック株式会社
- フューチャーインスティテュート株式会社
- 株式会社ジーパラドットコム
- 株式会社 ブルズ・アイ